# Paština Závada
Paština Závada és un poble i municipi d'Eslovàquia que es troba a la regió de Žilina, al centre-nord del país.

## Història
La primera menció escrita de la vila es remunta al 1439.

## Demografia
| Godina             | 1994 | 2004    | 2014    | 2024    |
| ------------------ | ---- | ------- | ------- | ------- |
| Nombre de persones | 214  | 257     | 224     | 260     |
| Diferència         |      | +20,09% | −12,84% | +16,07% |

| Godina             | 2023 | 2024   |
| ------------------ | ---- | ------ |
| Nombre de persones | 259  | 260    |
| Diferència         |      | +0,38% |